# Пен Яньфен
Пен Яньфен (6 вересня 1994) — китайський стрибун у воду.
Чемпіон світу з водних видів спорту 2017 року, призер 2019 року.
Переможець Азійських ігор 2018 року.